# Cemitério dos Olivais
O Cemitério dos Olivais é o 5º Cemitério Municipal de Lisboa, localizado na freguesia dos Olivais, situado na parte leste de Lisboa.

## História
Inaugurado em 1897 já sob administração do município lisboeta, o Cemitério dos Olivais, que anteriormente pertencia ao extinto concelho dos Olivais, situa-se nos terrenos onde em 1674 se erguia o Convento de São Cornélio, de frades franciscanos, do qual se encontraram diversos vestígios, como as ruínas do pórtico.
A caminho da capela do cemitério foram construídos os jazigos mais antigos, como o da Viscondessa dos Olivais, benemérita que financiou e criou um asilo para as crianças mais desfavorecidas da zona que ainda hoje existe como creche e jardim de Infância a cargo da Fundação D. Pedro IV.
No decurso da urbanização do novo conjunto habitacional de Olivais Sul, o arquiteto paisagista Gonçalo Ribeiro Telles preparou em 1959 o projeto de enquadramento do cemitério.
Com o aumento da população lisboeta, em particular nesta freguesia, surgiu a necessidade de proceder a diversas ampliações do cemitério e também à construção do segundo crematório da cidade em dezembro de 2002, que, em 2009, recebeu o terceiro forno, ficando assim o município com as infraestruturas necessárias à satisfação atempada da demanda mortuária, em termos de cremação.
Foram aqui cremadas algumas figuras da nossa cultura como o jornalista Carlos Pinto Coelho, a poetisa e atriz Rosa Lobato de Faria, os atores António Feio e Pedro Pinheiro, o músico Zé Pedro, entre muitos outros.

## Ilustres sepultados ou cremados no Cemitério dos Olivais
- Adelaide João (1921-2021), atriz;
- Amadeu Caronho (1942-2019), ator;
- Ana Hatherly (1929-2015), professora, escritora e artista plástica;
- Ângelo Martins (1930-2020), futebolista;
- António Feio (1954-2010), ator;
- António Montez (1941-2014), ator;
- António Rama (1944-2013), ator de teatro;
- António Rosa Coutinho (1926-2010), militar e político;
- Arnaldo Matos (1939-2019), político;
- Augusto Sobral (1933-2017), ator, dramaturgo e encenador;
- Bernardette Pessanha (1928-2015), bailarina;
- Bruno Candé (1980-2020), ator;
- Bruno Simões (1971-2012), ator;
- Carlos Cáceres Monteiro (1948-2006), jornalista;
- Carlos Pinto Coelho (1944-2010), jornalista;
- Carmen Mendes (1927-2003), atriz;
- Dina (1956-2019), cantora;
- Emídio Rangel (1947-2014), jornalista;
- Fernanda Borsatti (1931-2017), atriz;
- Fernando Mascarenhas (1945-2014), aristocrata e escritor;
- Fernando Mendes (1937-2016), futebolista;
- Francisco Ribeiro (1965-2010), violoncelista do grupo Madredeus;
- Guilherme de Alpoim Calvão (1937-2014), militar;
- Henrique Espírito Santo (1931-2020), cineasta e produtor de cinema;
- Henrique Viana (1936-2007), ator;
- João Bénard da Costa (1935-2009), professor, crítico e ensaísta;
- João Lobo Antunes (1944-2016), neurocirurgião;
- João Ribas (1965-2014), músico e cantor, vocalista do grupo Tara Perdida;
- Jorge Perestrelo (1948-2005), jornalista;
- Jorge Salavisa (1939-2020), bailarino e professor;
- Jorge Sousa Costa (1928-2021), ator;
- José Boavida (1964-2016), ator;
- José Fernandes Fafe (1927-2017), diplomata e escritor;
- José Fialho Gouveia (1935-2004), apresentador de televisão;
- José Mensurado (1931-2011), jornalista e apresentador de televisão;
- Lauro António (1942-2022), cineasta, crítico, produtor de cinema e professor;
- Luís Zagalo (1940-2010), ator;
- Maria Alberta Menéres (1930-2019), escritora e poetisa;
- Maria Isabel Barreno (1939-2016), escritora, jornalista, ensaísta e artista plástica;
- Maria Velho da Costa (1938-2020), escritora e professora;
- Mário Bettencourt Resendes (1952-2010), jornalista e professor;
- Mário Braga (1921-2016), escritor, jornalista e tradutor;
- Miguel Beleza (1950-2017), político e economista;
- Natália Nunes (1921-2018), escritora;
- Paquete de Oliveira (1936-2016), sociólogo;
- Pedro Alpiarça (1958-2007), ator;
- Pedro Barroso (1950-2020), cantor;
- Pedro Cunha (1980-2014), ator;
- Pedro Pinheiro (1939-2008), ator;
- Pedro Queiroz Pereira (1949-2018), empresário;
- Rosa Lobato de Faria (1932-2010), poetisa e atriz;
- Saldanha Sanches (1944-2010), jurista e professor;
- Sebastião Formosinho (1943-2016), químico;
- Sousa Veloso (1926-2014), engenheiro e apresentador de televisão;
- Teresa Tarouca (1942-2019), fadista;
- Vítor Alves (1935-2011), militar;[2]
- Vítor Pereira Crespo (1932-2014), político e professor;
- Zé Pedro (1956-2017), músico do grupo Xutos & Pontapés;